# Blacus fuscinervis
Blacus fuscinervis är en stekelart som beskrevs av Van Achterberg 1988. Blacus fuscinervis ingår i släktet Blacus och familjen bracksteklar. Inga underarter finns listade.